# جيم ميرلو
جيم ميرلو (بالإنجليزية: Jim Merlo)‏ هو لاعب كرة قدم أمريكية أمريكي، ولد في 1 مايو 1951 في سانجر في الولايات المتحدة.